# Frößnitz

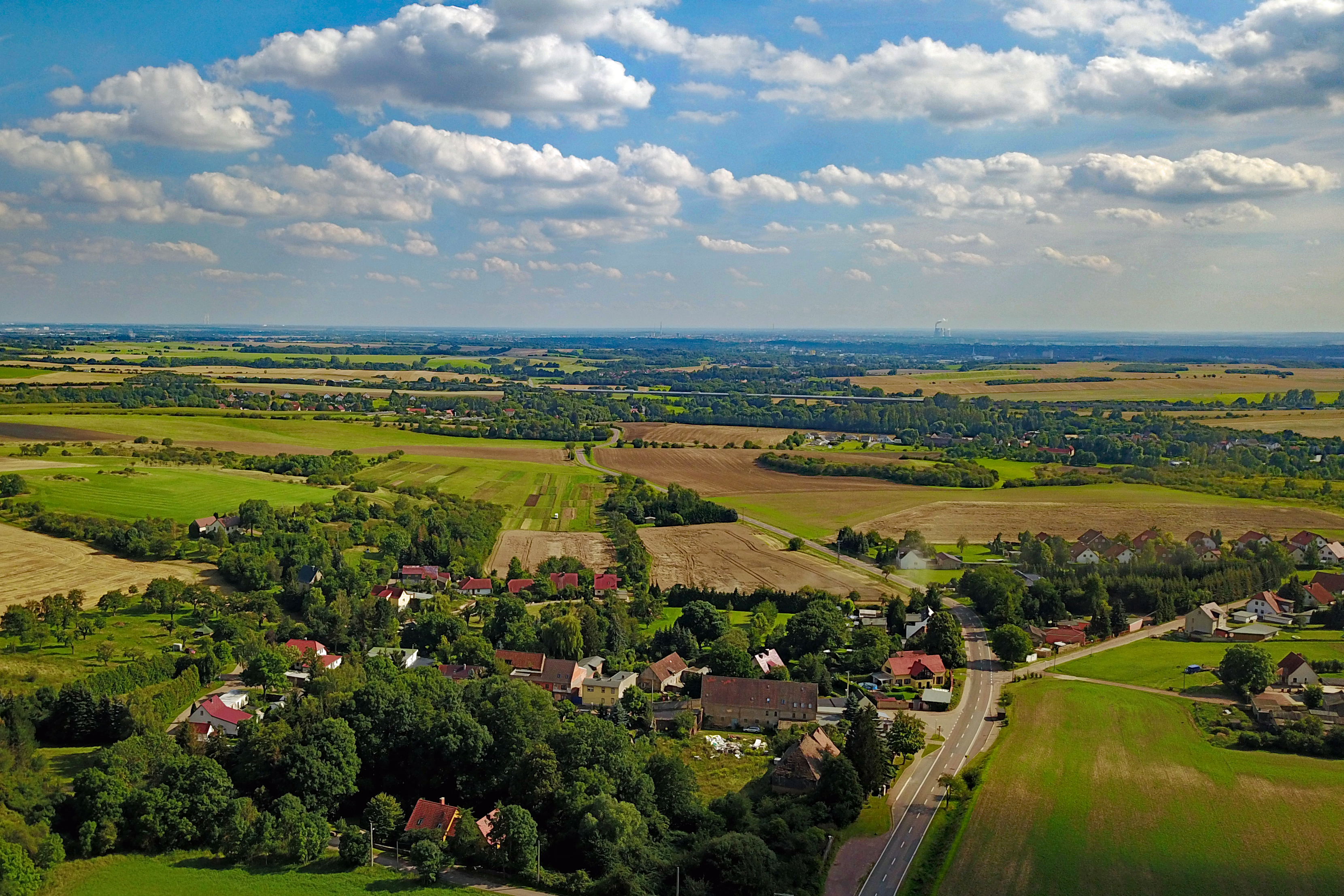
Frößnitz (Petersberg, Saalekreis, Sachsen-Anhalt) aus der Luft (Blick Richtung Süden mit Sicht auf die Götschetalbrücke der A 14)

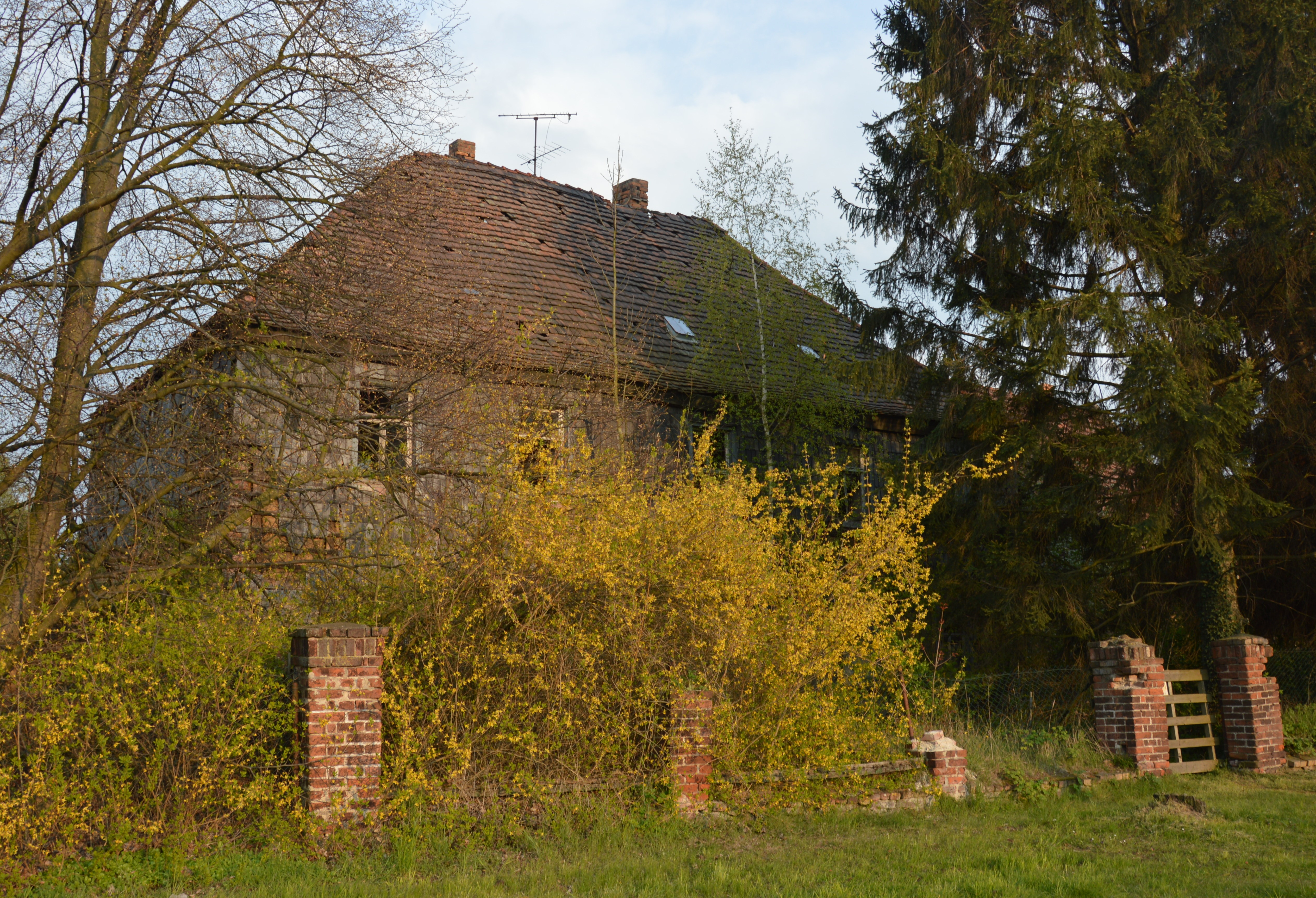
Denkmalgeschütztes Haus Brunnenstraße 2

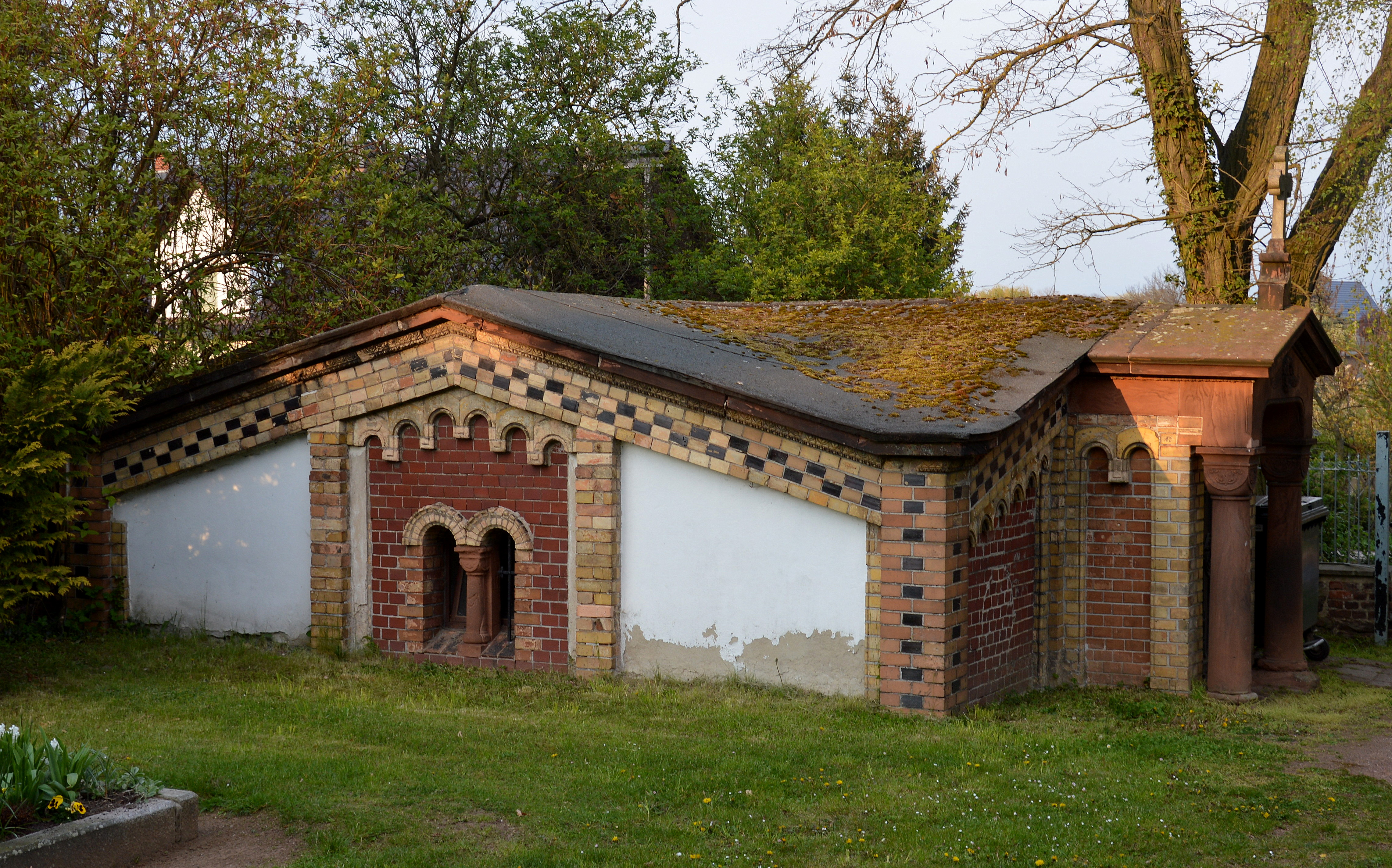
Friedhofskapelle

Frößnitz ist ein Ortsteil der Ortschaft Petersberg der gleichnamigen Großgemeinde Petersberg im Saalekreis in Sachsen-Anhalt.
Bis zur Bildung der Einheitsgemeinde Petersberg am 1. Januar 2010 war Frößnitz ein Ortsteil der selbständigen kleineren Gemeinde Petersberg. Der Ort wurde am 1. April 1938 nach Petersberg eingemeindet.

## Geografie
Der Ort Frößnitz liegt etwa zehn Kilometer nördlich von Halle (Saale) am 250 m hohen Petersberg südwestlich der Ortschaft Petersberg.

## Geschichte
Frößnitz gehörte als schriftsässiger Ort zum Rittergut Ostrau, welches ab 1485 zum wettinischen Amt Delitzsch gehörte. Das Gebiet des Ritterguts Ostrau lag räumlich getrennt vom übrigen Amt Delitzsch. Frößnitz und sein Nachbarort Westewitz wurden wiederum durch das wettinische Amt Petersberg vom Ostrauer Gutsbezirk getrennt.
Seit dem 1697 erfolgten Verkauf des Amts Petersberg an Brandenburg-Preußen bildeten Frößnitz und Westewitz eine kursächsische Exklave im Saalkreis des zu Preußen gehörigen Herzogtums Magdeburg. Sie blieben jedoch weiterhin dem nun preußischen Amt Petersberg zinsverpflichtet. Auch kirchlich gehörten beide Orte weiterhin zum Kirchspiel Petersberg. 1806 erfolgte die Besetzung von Petersberg und des preußischen Saalkreises durch französische Truppen. Dadurch war die nun königlich-sächsische Exklave Frößnitz/Westewitz ab 1807 vom Distrikt Halle im Departement der Saale des Königreichs Westphalen umgeben.
Nach der Niederlage Napoleons und dem Ende des Königreichs Westphalen war Frößnitz seit 1813 wieder von Preußen umgeben. Durch die Beschlüsse des Wiener Kongresses kamen die Exklavenorte Frößnitz und Westewitz wie die meisten Orte des sächsischen Amts Delitzsch im Jahr 1815 zu Preußen, wodurch ihr Exklavenstatus endete. Die beiden Orte wurden wie ihr Umland im Jahr 1816 dem Saalkreis im Regierungsbezirk Merseburg der Provinz Sachsen zugeteilt.
Am 1. April 1938 erfolgte die Eingemeindung von Frößnitz nach Petersberg. Bei der Kreisreform in der DDR kam Frößnitz als Ortsteil der Gemeinde Petersberg im Jahr 1952 zum verkleinerten Saalkreis im Bezirk Halle, dieser ging bei der Kreisreform im Jahr 2007 im Saalekreis auf.
Bei der Bildung der Einheitsgemeinde Petersberg am 1. Januar 2010 wurde die kleine Gemeinde Petersberg mit ihren beiden Ortsteilen Frößnitz und Drehlitz eine Ortschaft innerhalb der neuen Großgemeinde.

## Politik
Frößnitz gehört zur Ortschaft Petersberg, welche einen eigenen Ortschaftsrat und Ortschaftsbürgermeister hat.

## Verkehrsanbindung
Frößnitz liegt an der Verbindungsstraße von Halle (Saale) nach Köthen. Die A 14, die von Leipzig nach Magdeburg führt, verläuft wenige Kilometer südlich von Frößnitz in Nordwest-Südost-Richtung. Die nächste Abfahrt ist „Halle-Trotha“.